# Дашти-Марго
Да́шти-Марго́ (перс. دشت مارگو‎) — глинисто-песчаная пустыня в Передней Азии, в юго-западной части Афганистана, между долинами рек Гильменд и Хашруд.
Площадь пустыни — около 150 000 км²; высота над уровнем моря — 500—700 м. На юго-западном участке пустыни находятся массивы песков, между которыми располагаются такыры и солончаки. Дашт на персидском означает «долина», а марг — «смерть», следовательно Дашт-е марг — «долина смерти».